# Зандеснебен
Зандеснебен (нем. Sandesneben) — община в Германии, в земле Шлезвиг-Гольштейн. 
Входит в состав района Герцогство Лауэнбург. Подчиняется управлению Зандеснебен.  Население составляет 1681 человек (на 31 декабря 2010 года). Занимает площадь 6,13 км².